# اسماعیل پوررضا
اسماعیل پوررضا (زادهٔ ۱۳۲۸، قصر شیرین) بازیگر سینما و تئاتر اهل ایران است.

## فعالیت حرفه‌ای
اسماعیل پوررضا در سال ۱۳۲۸ در قصر شیرین به دنیا آمد. وی بازی در تئاتر را از سال ۱۳۵۴ آغاز کرد. نخستین بازی وی نیز در سینما در سال ۱۳۵۴ بود که برای بازی در فیلم غریبه و مه مورد توجه و انتخاب بهرام بیضایی قرار گرفت.

## گزیدهٔ آثار

### بازیگر
- تفریق (۱۴۰۱)
- برادران لیلا (۱۴۰۱)
- سرخ‌پوست (۱۳۹۷)
- به دنیا آمدن (۱۳۹۴)
- خط ویژه (۱۳۹۲)
- پس کوچه‌های شمرون (۱۳۹۱)
- خوابگاه دختران (۱۳۸۲)
- سایه به سایه (۱۳۷۴)
- مسافران (۱۳۷۰)
- صف (۱۳۶۳)
- رسول پسر ابوالقاسم (۱۳۶۰)
- چوپانان کویر (۱۳۵۹)
- غریبه و مه (۱۳۵۳)

#### دستیار تدارکات
- ابلیس (۱۳۶۹)

### تلویزیون
| سال       | نام                   | سمت      | کارگردان                                    | توضیحات                  |
| --------- | --------------------- | -------- | ------------------------------------------- | ------------------------ |
| ۱۳۹٨      | برسر دو راهی          | بازیگر   | بهرنگ توفیقی                                | شبکه ۲نوروز ۹۸           |
| ۱۳۹۶      | هیئت مدیره            | بازیگر   | مازیار میری                                 | شبکه ۵نوروز ۹۷           |
| ۱۳۹۲      | قهر و آشتی            | بازیگر   | علی ژکان                                    | شبکه ۱۲۳ قسمت            |
| ۱۳۸۱      | این راهش نیست         | بازیگر   | نوید میهن‌دوست                               | شبکه ۳                   |
| ۱۳۸۰      | پلیس آسمانی           | بازیگر   | فرشته صدرعرفایی                             | شبکه ۲گروه کودک و نوجوان |
| ۱۳۷۹–۱۳۸۰ | چراغ جادو             | بازیگر   | همایون اسعدیان                              | شبکه ۱۱۳ قسمت            |
| ۱۳۷۸      | مهاجمین               | بازیگر   |                                             | شبکه ۲گروه کودک و نوجوان |
| ۱۳۷۷      | زیر بازارچه           | بازیگر   | رضا ژیان                                    | شبکه ۲نوروز ۷۸           |
| ۱۳۷۳      | حکایتی و حکمتی        | بازیگر   | مجتبی یاسینی                                | شبکه ۲۴۹ قسمت            |
| ۱۳۷۳      | چه باید کرد؟          | بازیگر   | حسین فردرو                                  | شبکه ۲                   |
| ۱۳۷۰      | فروغ بی‌پایان          | کارگردان | اسماعیل پوررضا                              | شبکه ۲                   |
| ۱۳۶۹      | آرایشگاه زیبا         | بازیگر   | مرضیه برومند                                | شبکه ۲                   |
| ۱۳۶۸      | هزاران برگ و هزار رنگ | بازیگر   | حسین فردرو                                  | شبکه ۱                   |
| ۱۳۶۵      | در خانه               | بازیگر   | بیژن بیرنگمسعود رسام                        | شبکه ۲                   |
| ۱۳۶۴      | اندر لطائف روزگار     | بازیگر   | منصور کوشان                                 | شبکه ۱                   |
| ۱۳۶۳-۱۳۶۵ | هاچین و واچین         | بازیگر   | سری اول سیروس ابراهیم‌زادهسری دوم مسعود رسام | شبکه ۱                   |
| ۱۳۶۲      | از نو بسازیم          | بازیگر   | مینا تقوی                                   | شبکه ۲۹ قسمت             |